# Mustafa Papi
Pour les articles homonymes, voir Papi.
Mustafa Papi (en persan : مصطفی پاپی, Mostafâ Pâpi) est un metteur en scène et comédien de théâtre iranien né en 1981 à Dorud.
Dans le monde du théâtre depuis les années 2000, Papi signe plus de trois pièces importantes dont des sketchs controversés. Il est connu pour interpréter plusieurs rôles à la fois. 